# R35
Легкий танк супроводу R 35 (фр. Char léger d'accompagnement R35) — французький піхотний танк 1930-х років, легкий за масою. Розроблений в 1934 — 1935 роках для заміни застарілого FT-17 в ролі танка супроводу піхоти. За час серійного випуску в 1935 — 1940 роках випущено 1630 одиниць, що зробило його найбільш масовим французьким танком міжвоєнного періоду. Активно поставлявся Францією іншим країнам, з випущених танків, 560 призначалися на експорт. З початком Другий світової війни R 35 активно використовувався Францією у бойових діях 1940 року, а після її капітуляції — військами вішістів у бойових діях проти Союзників у Північній Африці. Більша ж частина французьких R 35, близько 800 танків, була захоплена вермахтом та використовувалася ним під позначенням Panzerkampfwagen 35R 731 (f) аж до 1944 року, чимала кількість танків цього типу була передано також союзникам Німеччини.

## Історія створення
У роки Першої світової війни, французам вдалося створити дуже вдалий легкий танк «Рено» FT-17, який значною мірою визначив подальший розвиток конструкторської думки в танкобудуванні. Всього було випущено 7820 одиниць FT-17 різних варіантів, і незважаючи на активні експортні поставки, тисячі танків цього типу продовжували залишатися на озброєнні французької армії в міжвоєнні роки. Це накладало істотний відбиток на французьке танкобудування в 1920-ті роки — за наявності таких значних запасів, які перевищували будь-які запити армії в мирний час, модернізація танкового парку йшла мляво. Розроблені як розвиток FT-17, середні танки NC 27 і NC 28 ненабагато перевершували його за бойовими якостями, відрізняючись до того ж ненадійною підвіскою і внаслідок були випущені лише в незначній кількості. Єдиним танком підтримки піхоти, прийнятим на озброєння за цей час був розроблений на основі NC 28 і випущений у кількості, за різними даними, від 60 до 100 одиниць D1 — малорухливий та недостатньо для своєї маси броньований.

## Серійне виробництво та подальший розвиток
Перше замовлення на 300 танків R 35 для Французької Армії був виданий «Рено» 29 квітня 1935 року, а ряд наступних довів загальну цифру замовлених машин до 1939 року до 1800 одиниць. Ще 500 були замовлені вже після початку війни. Ще 550 машин склали експортні замовлення У реальності ж, до вересня 1939 року Французькій Армії було поставлено 1070 R 35, загальна ж кількість машин всіх модифікацій, випущених до капітуляції Франції в червні 1940 року, оцінюється приблизно в 1400 одиниць, в тому числі і в 4-ту танкову дивізію полковника Шарля де Голля, з яких близько 1300 надійшли на озброєння Франції.

## Модифікації
- R 35 — базова модифікація, випущено 1237 одиниць
- R 39 — варіант з новою довгоствольною гарматою SA38 зі значно кращими протитанковими якостями, випущено 273 одиниці
- R 40 — варіант з новою ходовою частиною з 6 опорних котків малого діаметра на борт з підвіскою на вертикальних пружинах, випущено 120 одиниць

Роботи зі створення нового легкого танка були розпочаті лише на початку 1930-х років, як приватна ініціатива фірми «Гочкіс». Результати попередніх напрацювань військовими вважалися перспективними, і в серпні 1933 року був ініційований конкурс на розробку танка, який би задовольняв наступним вимогам:
- Вага: не більше 6 тонн
- Екіпаж: 2 особи
- Озброєння: 2 кулемета або малокаліберна гармата
- Бронювання: вертикальне — не менше 30 мм
- Середня швидкість руху: 8-10 км/год

Таким чином, проект являв собою, власне, все той же модернізований FT-17, що відрізнявся від попередника переважно посиленим бронюванням, вимога по якому було додатково збільшено до 40 мм після випробувань 25-мм протитанкової гармати в червні 1934 року. Концепція танка відповідала тактичним вимогам ще Першої світової війни: завданням нового танка було придушення вогневих точок та поразка живої сили противника при бою в одному строю з піхотою, протитанковим можливостям значної уваги не приділялося. Обмежене фінансування армії в той період зумовило вимоги до максимального здешевлення та зниження ресурсоємності виробництва танка.
Попередні проекти були представлені чотирнадцятьма фірмами, з яких до 1934 року були відібрані сім. З них, реалізація прототипу була замовлена лише чотирьом — «Делано-Бельвіль», FCM, «Батіньоль-Шатійон» та «Рено». Ще три прототипи тим часом були збудовані фірмою «Гочкіс». Після випробувань, машини «Делано-Бельвіль» та «Батіньоль-Шатійон» були відкинуті й надалі у виробництво пішли лише проекти «Рено», «Гочкіс» і FCM. Прототип фірми «Рено» був представлений державній комісії на випробування 20 грудня 1934 р. Хоча в їх результаті виявилися такі недоліки нового танка, як невисока прохідність та значне перевищення ваги над проектною, проте до 1935 року з умовою усунення дрібних недоліків, виявлених під час випробувань, він був прийнятий на озброєння під позначенням "легкий танк "Рено « зразка 1935» (фр. Char léger modèle 1935 R) або просто R 35.

## Опис конструкції
R 35 мав компоновку з розташуванням моторного відділення в кормовій частині, трансмісії у лобовій частині, і суміщеного відділення управління та бойового — в середній частині, зі зміщенням до лівого борту. Екіпаж танка складався з двох осіб — механіка-водія та командира, що виконував одночасно функції баштового стрільця.

### Броньовий корпус та башта

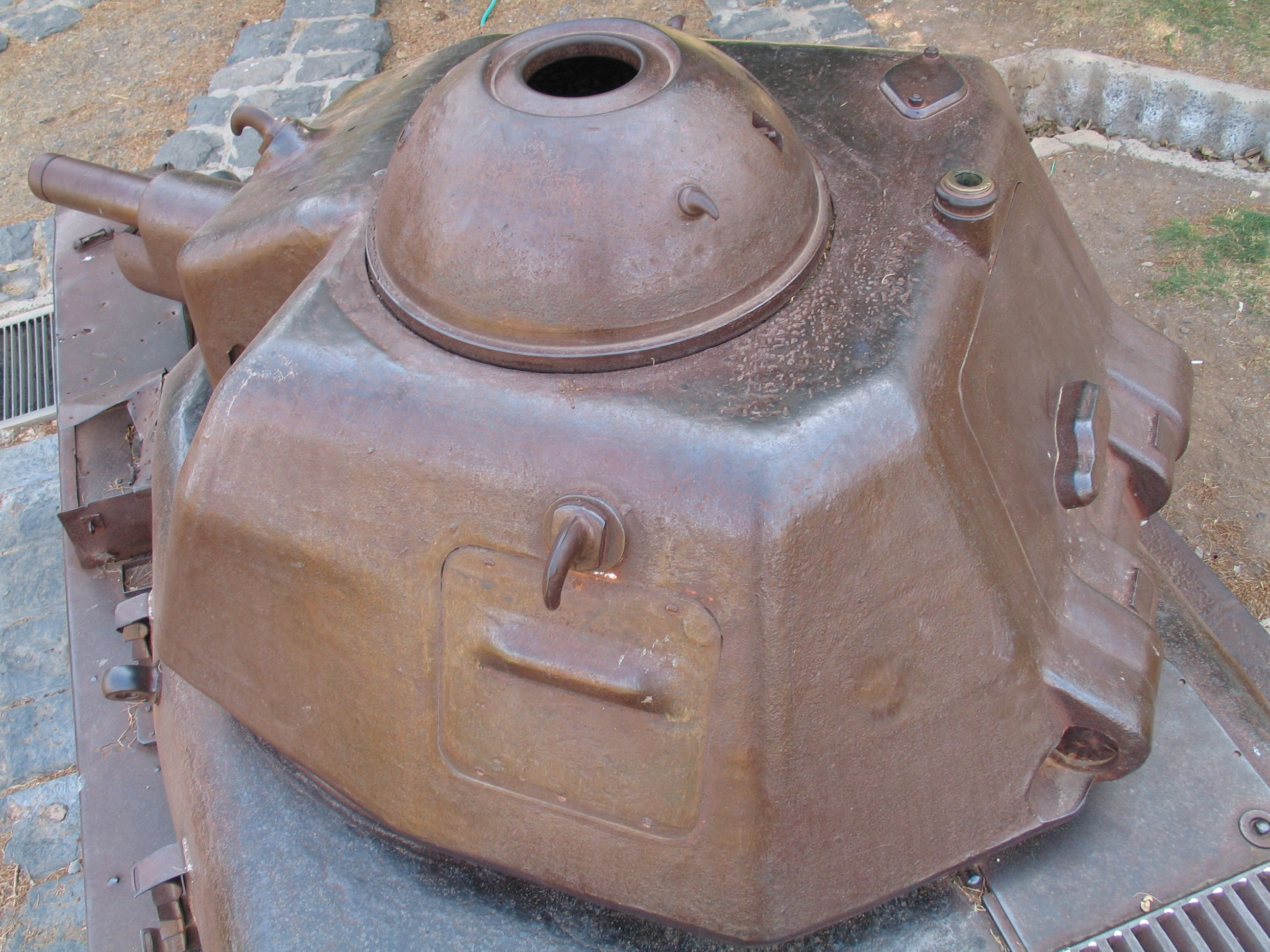

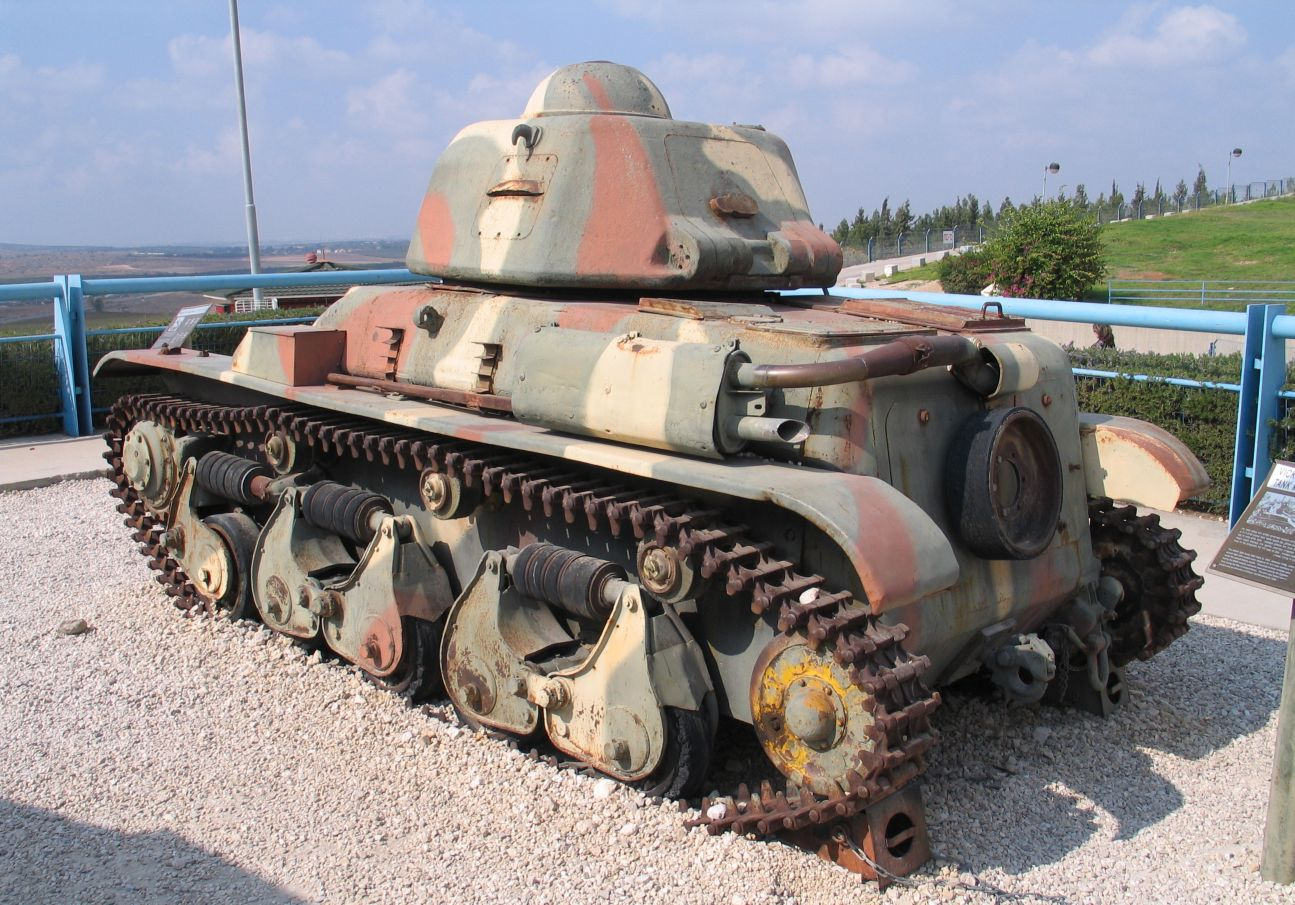

R 35 мав круговий протиснарядний, слабо диференційований броньовий захист. Броньовий корпус збирався з вальцованої гомогенної броні і мав змішану конструкцію. Нижня частина кожного борту корпусу була вертикальною та складалася з вальцованої цільної броньової плити товщиною 40 мм. Днище корпусу складалося з вальцованого броньового листа товщиною 10 мм, який з'єднувався з бортовими бронеплитами за допомогою зварювання. Для збільшення жорсткості, до внутрішньої сторони днища були приварені додаткові розпірки з труб та куточків. Передня частина корпусу, аж до рівня надгусеничних полиць, являла собою єдиний виливок з товщиною стінок 40 мм, кріпиться до бортів та верху корпусу за допомогою болтів. Верхня частина корпусу над рівнем надгусеничних полиць, за винятком кормового краю, теж складалася з цільного виливка з товщиною вертикальних поверхонь 40 мм і даху — 25 мм. Вся кормова стінка корпусу також являла собою єдиний виливок з броньованої сталі з товщиною стінок в 32 мм. Вертикальне бронювання корпусу, за винятком бортів, розташовувалося під кутами нахилу в 23—24 ° до вертикалі.
Башта R 35 складалася з єдиного броньованого виливка з товщиною вертикальних стінок в 40 мм і їх нахилом в 28 ° до вертикалі та товщиною даху в 25 мм. На даху башти був литий поворотний броньовий купол, в даху якого розташовувався вентиляційний лючок. Поруч з ним в даху башти був ще один лючок, що служив для прапорцевої сигналізації. Для посадки та висадки, кожний член екіпажу мав індивідуальний люк. Двостулковий люк механіка-водія знаходився в лобовій частині корпусу, командир мав одностулковий люк у кормі башти. Крім цього, в днищі корпусу в районі місця командира знаходився круглий люк для екстреної евакуації екіпажу. Ще один великий люк у середній лобовий бронеплиті корпусу служив для доступу до агрегатів трансмісії, ще ряд люків було на даху моторного відділення та кормі корпусу.

### Озброєння
Основним озброєнням R 35 ранніх випусків була 37-мм напівавтоматична гармата SA 18, аналогічна встановленої на танках FT-17. Гармата встановлювалася в спареній з кулеметом установці на горизонтальних та вертикальних цапфах у лобовій частині башти, що дозволяло її хитання як у вертикальній, так і в горизонтальній площині. Наведення у вертикальній площині, в межах −11… +19 ° і точна наводка в горизонтальній площині, в межах ± 5 °, здійснювалися хитанням установки командиром машини за допомогою плечового упору, грубе горизонтальна наведення здійснювалося поворотом башти. Для наведення спареної установки використовувався телескопічний оптичний приціл, встановлений ліворуч від гармати. На танках пізніх випусків, відомих як R 39, SA 18 була замінена новою гарматою SA 38 того ж калібру, але вирізнялася збільшеною довжиною ствола та більш потужними боєприпасами і, як наслідок, зрослої до 701 м/с початковою швидкістю снаряда і кращою бронепробивністю, що досягала 30 мм на дистанції в 1000 метрів. боєкомплект гармати SA 18 складався з 116 патронів, розміщених в укладках в ящику з лівого боку бойового відділення.
Допоміжне озброєння R 35 всіх модифікацій складалося з 7,5-мм кулемета MAC 1931, що розміщувався в спареній із гарматою установці праворуч від нього. Боєкомплект кулемета складався з 2400 патронів в 16 барабанних магазинах по 150 штук. З 16 магазинів, 6 перебували в укладках на правому борту корпусу, 7 — на лівому борту і ще 3 — на кожусі карданного валу.

### Засоби спостереження та зв'язку
Засоби спостереження R 35 складалися з бінокулярних оглядових приладів («Епіскопів») та оглядових щілин. Бінокулярні оглядові прилади представляли собою прості парні оглядові віконця, закриті з внутрішньої сторони захисним склом і які можуть закриватися зовні броньовою заслінкою, захисне скло і броньову заслінку також мали і оглядові щілини. На танках ранніх випусків, командир танка мав у своєму розпорядженні три бінокулярні оглядові прилади — ліворуч в лобовій частині башти і по бортах, а також оглядові щілини в кришці кормового люка і в поворотному ковпаку башти. Бінокулярні оглядові прилади, проте, показали свою зайву вразливість, тому на танках пізніх випусків вони були замінені оглядовими щілинами. Механік-водій мав для спостереження за місцевістю три оглядових щілини у верхній лобовій частині корпусу — одну, що не мала броньової заслінки, в кришці свого люка і дві — з боків від люка.
Зовнішній зв'язок на R 35 спочатку здійснювався лише за допомогою прапорцевої сигналізації, в тому числі і на командирських машинах. Зв'язок між танками та піхотою, яку вони повинні були підтримувати, здійснювалася за допомогою кур'єрів. До кінця 1930-х років, на командирські машини почали встановлюватися радіостанції ER 54, що служили для зв'язку командирів підрозділів з піхотою, проте число танків, оснащених ними було невелике. Зв'язок же між танками в підрозділі здійснювався і раніше за допомогою прапорцевої сигналізації, лише танки 24-го танкового батальйону були повністю оснащені радіостанціями. Інші спеціальні засоби внутрішнього зв'язку на R 35 були відсутні.

### Двигун та трансмісія
На R 35 всіх модифікацій встановлювався рядний 4-циліндровий карбюраторний двигун рідинного охолодження виробництва фірми «Рено», що розвивав потужність 82 к.с. при 2200 об/хв. Двигун розміщався в правій половині моторного відділення уздовж поздовжньої осі корпусу. Два паливних бака, загальною ємністю 150 літрів, перебували один над іншим ліворуч від двигуна, в передній частині моторного відділення. Простір за ними, ближче до корми, займав радіатор та інші вузли системи охолодження, які крім двигуна одночасно охолоджували та мастильну систему трансмісії.
Трансмісія на всіх модифікаціях R 35 також залишалася незмінною, до її складу входили:
- Дводисковий головний фрикціон сухого тертя (феродо по феродо), змонтований в корпусі маховика двигуна.
- Триходова чотириступенева (4+1) механічна коробка передач.
- Карданний вал, що проходив по правій половині бойового відділення та з'єднував коробку передач з розташованою в лобовій частині рештою трансмісії.
- Головне гальмо, яке служило для зупинки танка.
- Механізм повороту, що складався з подвійного диференціала і двох стрічкових гальм, що застосовувалися лише для повороту машини.
- Дві одноступінчасті бортові передачі.

### Ходова частина
Ходова частина R 35 з кожного борту складалася з ведучого колеса, литого лінивця, п'яти обгумованих одиночних опорних котків та трьох обгумованих підтримуючих котків. Опорні котки мали змішану підвіску. Чотири передніх котки були зблоковані у двох візках «підйомник», що складалися з двох шарнірно закріплених між собою балансирів, в нижній частині яких знаходилося по котку, а верхні частини були шарнірно з'єднані між собою через пружний елемент, в ролі якого виступала гумова ресора. П'ятий коток був підвішений на одиночному балансирі, ресора якого була з'єднана іншим своїм кінцем з корпусом танка. Гусениці R 35 — сталеві, дрібноланкові, двогребеневі, цівкового зачеплення, що складаються кожна з 126 траків шириною 260 мм і з кроком 65 мм.

## Машини на базі
- 4,7cm PaK(t) auf Panzerkampfwagen 35R(f) ohne Turm — німецька протитанкова САУ, створена на базі захоплених R35, озброєна 47-мм чехословацькою протитанковою гарматою. Переобладнано 174 танка в 1941 — 1942 роках.

## Використовувався
- Болгарія — в квітні 1941 року 40 танків були поставлені Німеччиною для болгарської армії[16][17]
- Третій Рейх — за різними даними, від 800 до 840 танків[18]
- Королівство Італія — за різними даними, від 109[19] до 124, можливо, приблизно 140 танків[20]
- Польща — 53 танка[19] За іншими джерелами — 100 танків. У 21-му батальйоні легких танків — 45 танків[21].
- Румунія — 41 танк[22] Ще 34 польських танка були інтерновані до Румунії та включені до складу збройних сил Румунії.
- Сирія[23]
- Туреччина — за різними даними, від 50[24] до 100 танків[19]
- Франція — близько 1300 танків[4]
- Вільна Франція[4]
- Режим Віші[19]
- Хорватія[17]
- Югославія — за різними даними, 1940 року у Франції було закуплено від 50[19] до 54 танків[25], після окупації Югославії 1941 року частина югославських танків була захоплена німецькими військами. Надалі вони використовувалися на Балканах для несення охоронно-поліцейської служби та боротьби з партизанами[26]
- Швейцарія — 12 французьких танків були інтерновані до Швейцарії та включені до складу збройних сил Швейцарії.

## Експлуатація та бойове застосування

### Франція
На початок Другої світової війни у вересні 1939 року у французької армії було 1070 R 35 всіх модифікацій, ще близько 300 машин надійшли в армію до початку Французької кампанії.

### Країни Осі

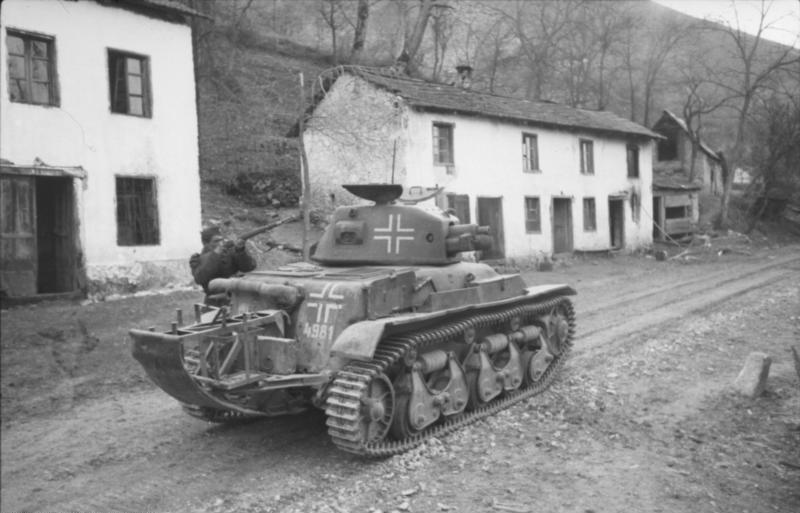
R 35 під час бойових дій в Югославії

22 червня 1940 р., значні кількості французького озброєння та техніки, і серед них, за різним даними, від 800 до 840 R 35 різних модифікацій, були захоплені Німеччиною. За німецькими стандартами, R 35 був визнаний невідповідним для озброєння фронтових частин, насамперед через свою низьку швидкість та слабке озброєння більшості танків. Незважаючи на це, через хронічний брак власних танків для озброєння постійно зростаючих бронетанкових частин, посилений втратами в Польській та Французькій кампаніях, Вермахт був змушений поставити на озброєння не лише R 35, але навіть та FT-17 часів ще Першої світової війни. За наскрізною системою позначень німецької бронетехніки, R 35 отримав індекс Panzerkampfwagen 35R (f) або Panzerkampfwagen 731 (f). Як й інші французькі танки, R 35 були задіяні на другорядних ролях, а також використані як шасі для будівництва 47-мм САУ. Перероблено було 174 танка в САУ. Через загальну застарілість конструкції, модернізація R 35 майже не проводилася, за винятком організації люка в куполі башти та установки німецьких радіостанцій.
Перші R 35 були захоплені вермахтом ще під час Французької кампанії та були, хоча і в обмеженій кількості, тут же задіяні проти своїх недавніх власників. Надалі ж R 35 використовувалися переважно для протипартизанських операцій та завдань охорони. Так, не менше кількох десятків R 35 були використані вермахтом та військами СС на території Югославії аж до 1945 року. У цій ролі він отримав порівняно високу оцінку від солдатів що його використовували, завдяки своїм невеликим розмірам, які дозволяли використовувати його на вузьких дорогах у гірській місцевості. Близько 200 R 35 зі знятими баштами були задіяні в нападі на СРСР в 1941 році, з них 110 використовувалися в ролі артилерійських тягачів, інші ж — в ролі БРЕМ або підвозчиків боєприпасів. Деяка кількість R 35 використовувалося і на Західному фронті в 1944 році, крім того, зняті з частини танків башти були використані в укріпленнях Атлантичного валу.

### Інші країни

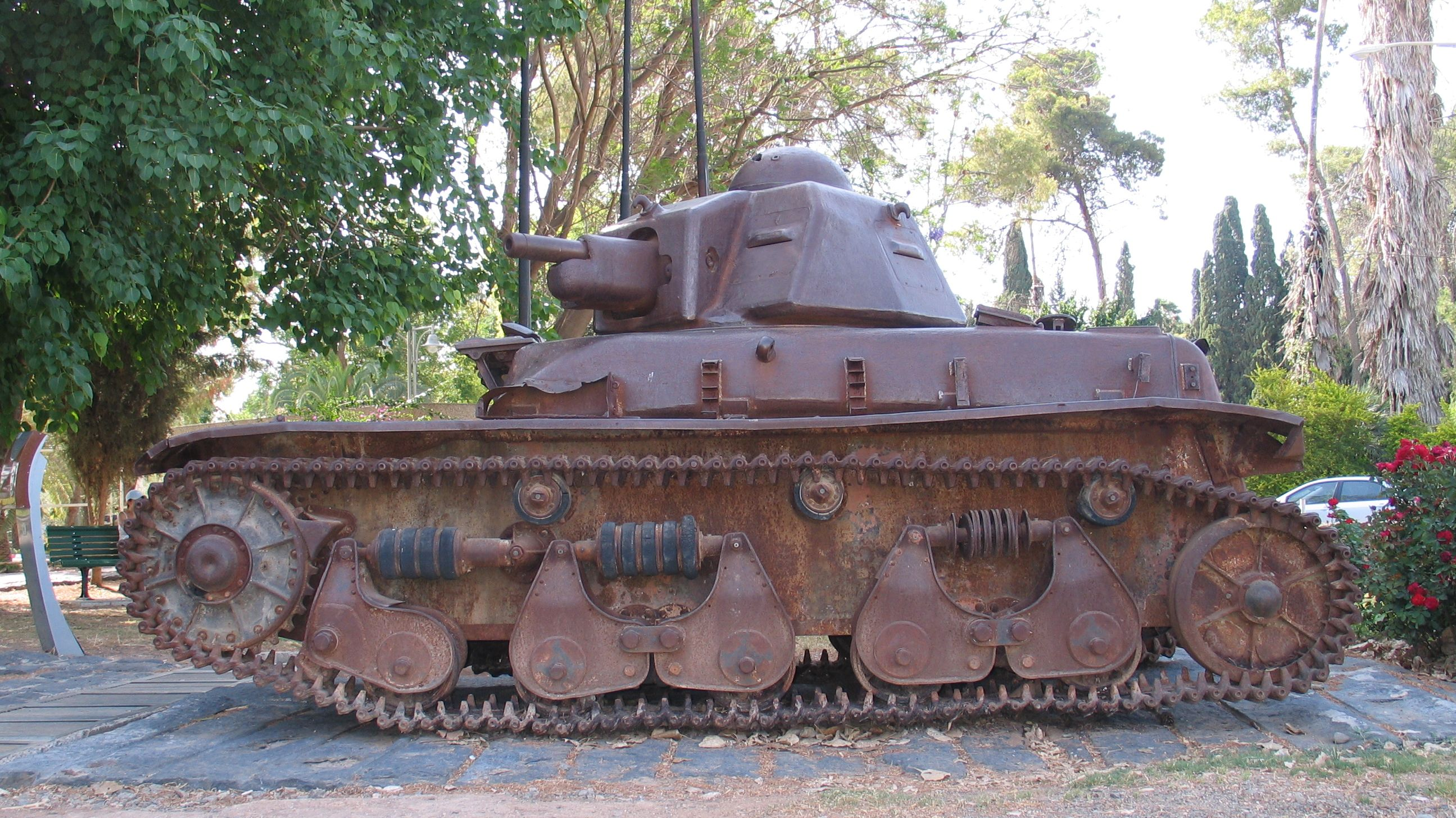
Підбитий сирійський R35 в кібуці Дганія

#### Сирія
R35 використовувалися сирійської армією під час арабо-ізраїльської війни 1948 року. П'ять танків брали участь у штурмі кібуца Дганія-Алеф, з них чотири були підбиті захисниками кібуца. В атаці на кібуц Дганія-Бет брали участь вісім танків. Ізраїльтянам вдалося захопити два танки, які згодом використовувалися вже ізраїльською стороною.

## Аналоги
R 35 відносився до категорії легких танків підтримки піхоти, першим представником якої став FT-17 ще в Першу світову війну. У самій Франції, R 35 ділив цю тактичну нішу з танком H 35, розробленим на його основі та практично ідентичним за всіма параметрами і FCM36, також володів близькими характеристиками, але значно більш дорогим і, як наслідок, випущеним малою серією. Найбільш близьким ж закордонним аналогом R 35, а також єдиним серійним легким танком з протиснарядним бронюванням, виробленим в міжвоєнний період за межами Франції, була британська «Матильда» Mk.I, чиє серійне виробництво почалося в 1937 році. «Матильда» була створена багато в чому в рамках однієї з R 35 концепції — розробленої в умовах браку фінансування двомісного піхотного танк з протиснарядним бронюванням та порівняно слабким озброєнням. Разом з тим, в «Матильди» баланс параметрів був схильний убік бронювання, броня на вертикальних поверхнях мала товщину 60—65 мм, що робило її майже невразливою для протитанкових гармат першого покоління. З іншого ж боку, швидкість «Матильди» не перевищувала 13 км/год по шосе, а все її озброєння складалося з 7,7-мм кулемета, лише невелика частина машин була озброєна 15-мм кулеметом, який давав їм хоч якісь можливості для боротьби з бронетехнікою противника.
Більшість же легких танків інших країн в 1930-ті роки, такі як британський «Віккерс-шеститонний» і його зарубіжні варіанти — радянський Т-26 та польська 7TP; чехословацькі LT vz.35 і LT vz.38 або американський M2, були створені в рамках іншої концепції та відрізнялися у своїй конструкції перевагою у бік рухливості та вогневої потужності. Бронювання всіх цих танків було протикульним і не перевищувало 15, в деяких випадках 25 мм, зате, зазвичай, за винятком ранніх двухбаштових варіантів деяких з них, вони були озброєні довгоствольними 37-мм або навіть 47-мм гарматами, рівними або такими що перевершували за потужністю гармату R 39. Важливою перевагою цих танків були і двомісні башти, що дозволяли командиру танка хоча б частково звільнитися від обслуговування гармати та зайнятися своїми основними обов'язками. Трохи вибиваються з цього ряду лише німецький Pz.Kpfw.II та японський «Ха-Го», що мали одномісну башту і поступалися R 39 в потужності озброєння, хоча і перевершували в цьому відношенні R 35.